# Franz Friedrich Franck
Pour les personnes ayant le même patronyme, voir Franck.
Franz Friedrich Franck est un peintre allemand né en 1627 à Kaufbeuren, mort en 1687 à Augsbourg.
Il est le fils du peintre et graveur Hans Ulrich Franck.
Son monogramme est trois F liés perpendiculairement: chaque barre verticale formant la barre horizontale du suivant.

## Œuvres
Une nature morte au musée d'Augsbourg (facilement trouvable sur Internet)
Une série de 26 tableaux, peints vers 1680, dans l'église Saint Ulrich d'Augsbourg :
- Le Sacrifice de Caïn et d'Abel.
- L'Arche de Noé.
- L'arc en ciel au-dessus de l'Arche d'alliance.
- L'Offrande de Melchisédech.
- Le Sacrifice d'Isaac.
- L'Échelle de Jacob.
- Joseph vendu par ses frères.
- Joseph en Égypte.
- Jacob bénit Juda avant sa mort
- Moïse et le buisson ardent.
- Le sang du sacrifice sur les portes, protège les Israélites de la mort.
- La Traversée de la mer rouge.
- La Manne.
- Moïse fait jaillir de l'eau du rocher.
- Moïse reçoit les tables de la Loi.
- Moïse au Sinaï.
- Les Israélites rapporte la grappe de raisin.
- Moïse et les serpents.
- Moïse conduit les Israélites à travers le Jourdain.
- La Victoire contre les Amorites.
- Samson tuant le lion.
- Samson et les Philistins.
- Samson et les portes d'Hébron.
- David tuant les Philistins.
- David sacrifie de l'eau précieuse.
- La Construction du Temple de Salomon (ce dernier tableau est de Ernst Philpp Thomann).